# Cuerpo de las Capitanías de Puerto - Guardia Costera

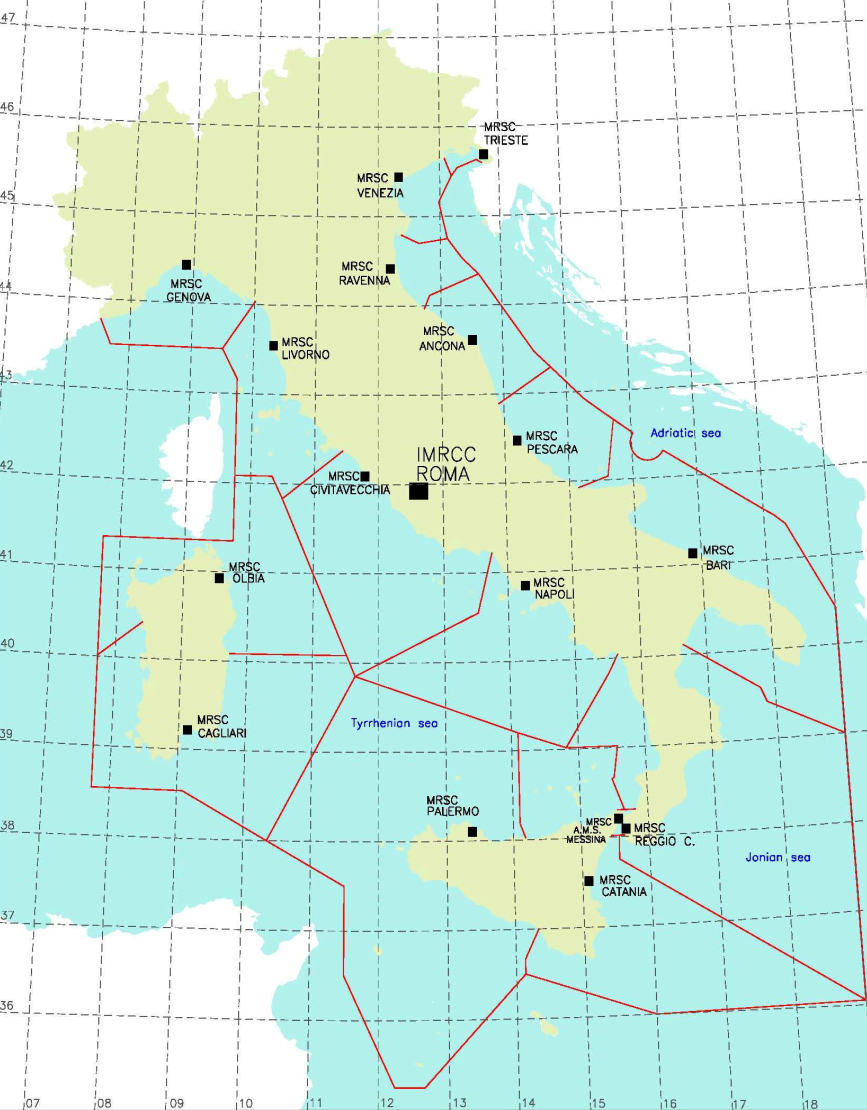
Área SAR Italiana y áreas MRSC

El Cuerpo de las Capitanías de Puerto - Guardia Costera (Idioma italiano: Corpo delle Capitanerie di porto – Guardia costiera) es el servicio de guardacostas de Italia y parte de la Marina Militare bajo el control del Ministerio de Infraestructura y Transporte. Su cuartel general se sitúa en Roma.

## Organigrama y estructura

### Estructura
Esta es la estructura de las Capitanías de Puerto:
- 1 MARICOGECAP - Mando General del Cuerpo de las Capitanías de Puerto - Comando generale; asume las funciones de "Italian Maritime Rescue Coordination Centre" (IMRCC)
- 15 DIREZIOMARE - Direcciones Marítimas, de las que dependen otros tantos Mandos Operativos de Zona Marítima - Direzioni marittime (MRSC)
- 55 COMPAMARE - Capitanías de puerto - Compartimenti marittimi/Capitanerie di porto
- 51 CIRCOMARE - Oficinas de circunscripción marítima - Uffici circondariali marittimi
- 126 LOCAMARE - Oficinas locales marítimas - Uffici locali marittimi
- 60 DELEMARE - Delegaciones marítimas o Delegaciones de playa Delegazioni marittime o Delegazioni di spiaggia

Además forman parte del Cuerpo :
- 1 SAGUARCOST - Servicio Aéreo Guardia Costera - Servizio Aéreo Guardia Costiera
  - 3 NUCAER - Núcleos aéreos - Nuclei aerei (1.º Sarzana-Luni, 2.º Catania, 3.º Pescara)
- La estación satelitaria COSPAS-SARSAT de Bari (en sinergia con la Protección Civil);
- Los 5 núcleos de operadores subáqueos (San Benedetto del Tronto, Nápoles, Mesina, Cagliari y Génova);
- Los 2 núcleos medios náuticos (lago de Garda-Salò, lago Mayor-Verbania);
- El Departamento Ambiente marino de las Capitanías de Puerto que se encuentran en el Ministerio del ambiente y de la tutela del territorio
- El Núcleo en la Dirección General de la pesca del Ministerio para políticas agrícolas y forestales.

## Funciones

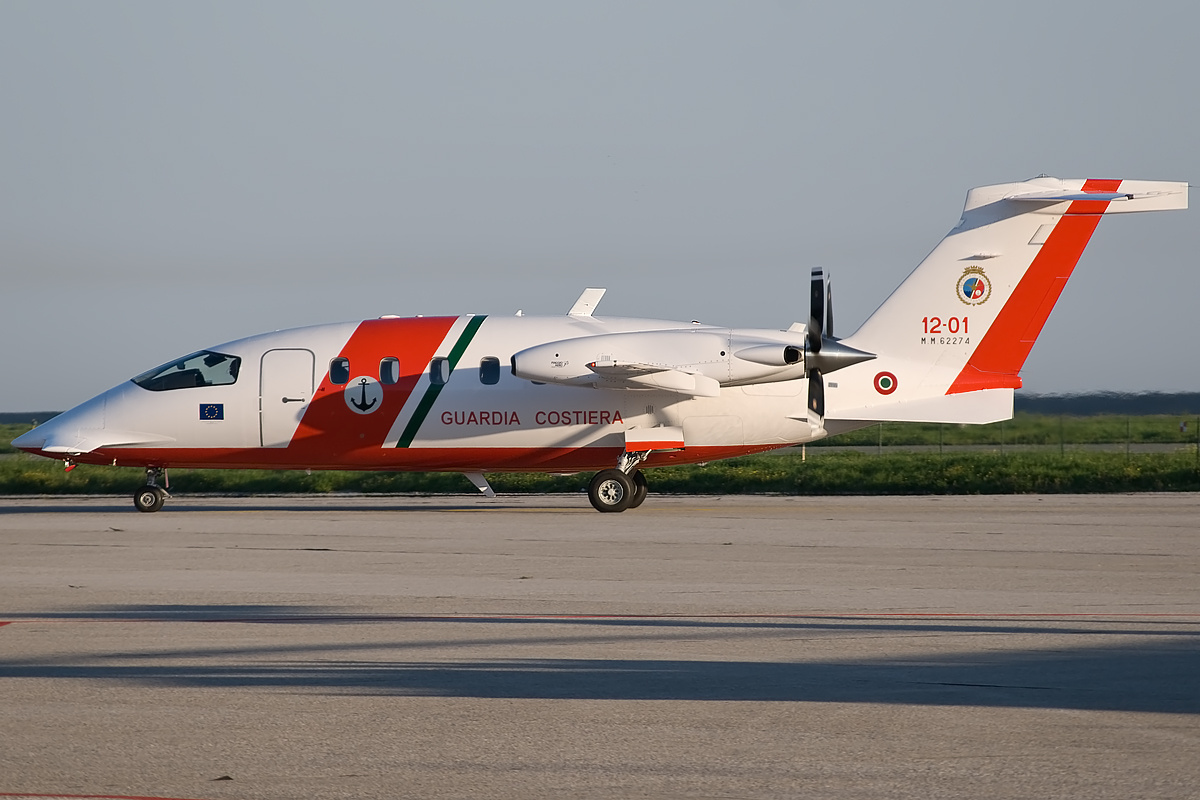
Piaggio P.180 Avanti de la Guardia Costiera

El Cuerpo de las Capitanías de Puerto - Guardia Costera es un Cuerpo de la Marina Militar que desarrolla tareas y funciones relacionadas sobre todo con el uso del mar para objetivos civiles, y que depende desde el punto de vista de sus funciones de varios ministerios que se benefician de su labor. Entre estos en primer lugar el Ministerio de Transporte que ha "heredado" en 1994, del Ministerio de la Marina Mercante, la mayor parte de las funciones relacionadas al uso del mar para actividades de navegación comercial y de recreo; a dicho ministerio se atribuyen los gastos de función.
Las principales líneas de actividad del Cuerpo son las siguientes:

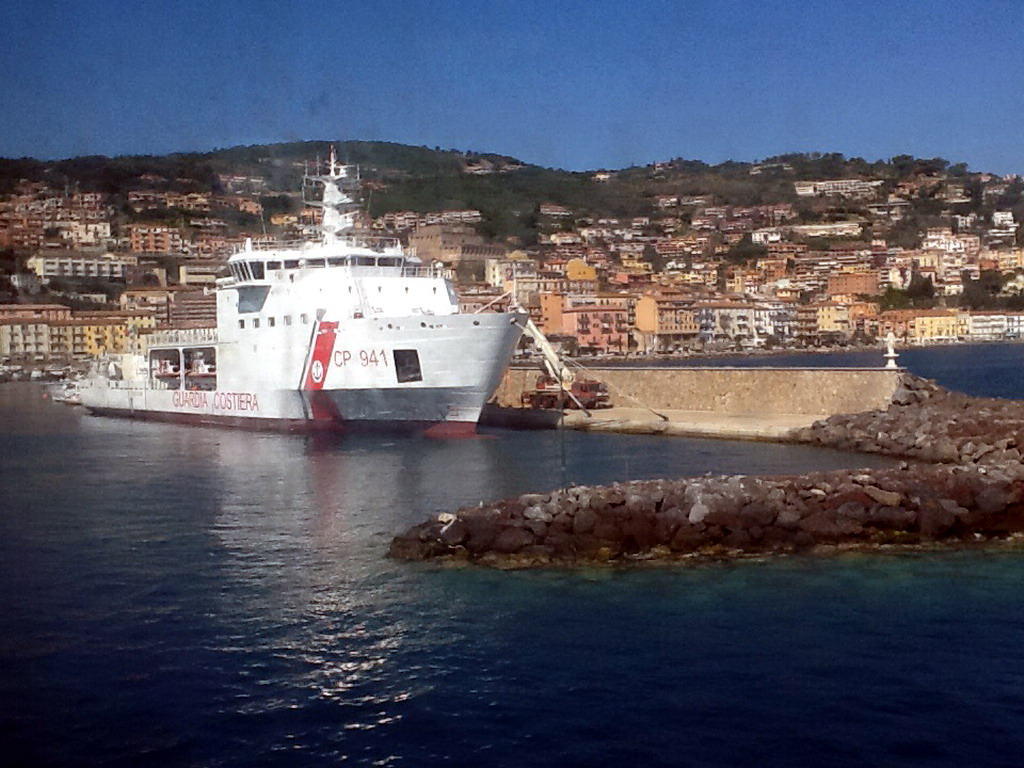
Patrullero de altura Diciotti en Porto Santo Stefano

- búsqueda y socorro en mar (SAR) con toda la organización de coordinación, control, descubrimiento y comunicaciones, activa en las 24 horas que dicha tarea comporta;

- seguridad en la navegación, con controles inspectivos sistemáticos sobre toda la flota nacional mercante, de pesca y de recreo y, a través de la actividad de "Port State Control", también sobre la flota mercante extranjera que atraca en nuestros puertos;

- protección del ambiente marino, en relación de dependencia de funciones con el Ministerio del ambiente y tutela del territorio, utilizando a tal fin en sinergia, recursos (centrales operativas, flotillas aeronavales, sistema de control del tráfico naval) ya en actividad para tareas de socorro, seguridad de la navegación y de policía marítima;

- control sobre la pesca marítima, en relación de dependencia de funciones con el Ministerio para las políticas agrícolas y forestales con este fin el mando general es la autoridad responsable del Centro Nacional de Control de Pesca y las Capitanías efectúan los controles previstos por la normativa nacional y comunitaria sobre toda la flotilla pesquera;

- administración periférica de las funciones estatales en materia de formación de funcionarios marítimos, de inscripción al Registro mercante y de pesca, de recreo náutico, de contencioso por delitos marítimos despenalizados;

- policía marítima (es decir, policía técnico-administrativa marítima), abarcando la disciplina de la navegación marítima y la regulación de sucesos que tengan lugar en los espacios marítimos bajo soberanía nacional, el control del tráfico marítimo, la maniobra de los buques y la seguridad en los puertos, las investigaciones sobre siniestros marítimos, el control del dominio marítimo nacional, las evaluaciones y controles periódicos de depósitos costeros y de otros establecimientos peligrosos.

Ulteriores funciones las desarrolla el Ministerio de Defensa (alistar personal militar), de los bienes culturales y ambientales (arqueología subacuática), del interior (antiinmigración ilegal), de justicia, y del departamento de protección civil, todos ellos con el denominador común del mar y la navegación.
La cantidad y variedad de las actividades desarrolladas ponen a las Capitanías como punto de referencia de las actividades marítimas, y hacen de ellas una "ventanilla única" en las relaciones entre los ciudadanos y el mar. El Cuerpo se presenta como una estructura especialista, ya sea desde el punto de vista administrativo que técnico-operativo, para la realización de funciones públicas estatales que tienen lugar en los espacios marítimos de interés nacional. Tales espacios abarcan 155.000 km² de aguas marítimas, interiores y territoriales que forman parte del territorio del Estado, y los 350.000 km² de aguas en las que Italia tiene derecho exclusivo (explotación de los recursos de fondales) o deberes (socorro en el mar y protección del ambiente marino) : un complejo de aguas marinas de extensión casi el doble del territorio terrestre nacional, y que como se sabees de 301.000 km². Según las líneas de tendencia que se están conformando en Europa, la autoridad marítima - guardia costera debe ejercer un efectivo control sobre los mares para salvaguardia de la vida humana, para la seguridad de la navegación, para el correcto desarrollo de la actividad económica (pesca y explotación de la plataforma continental), y para la tutela del ambiente marino.

## Bibliografía

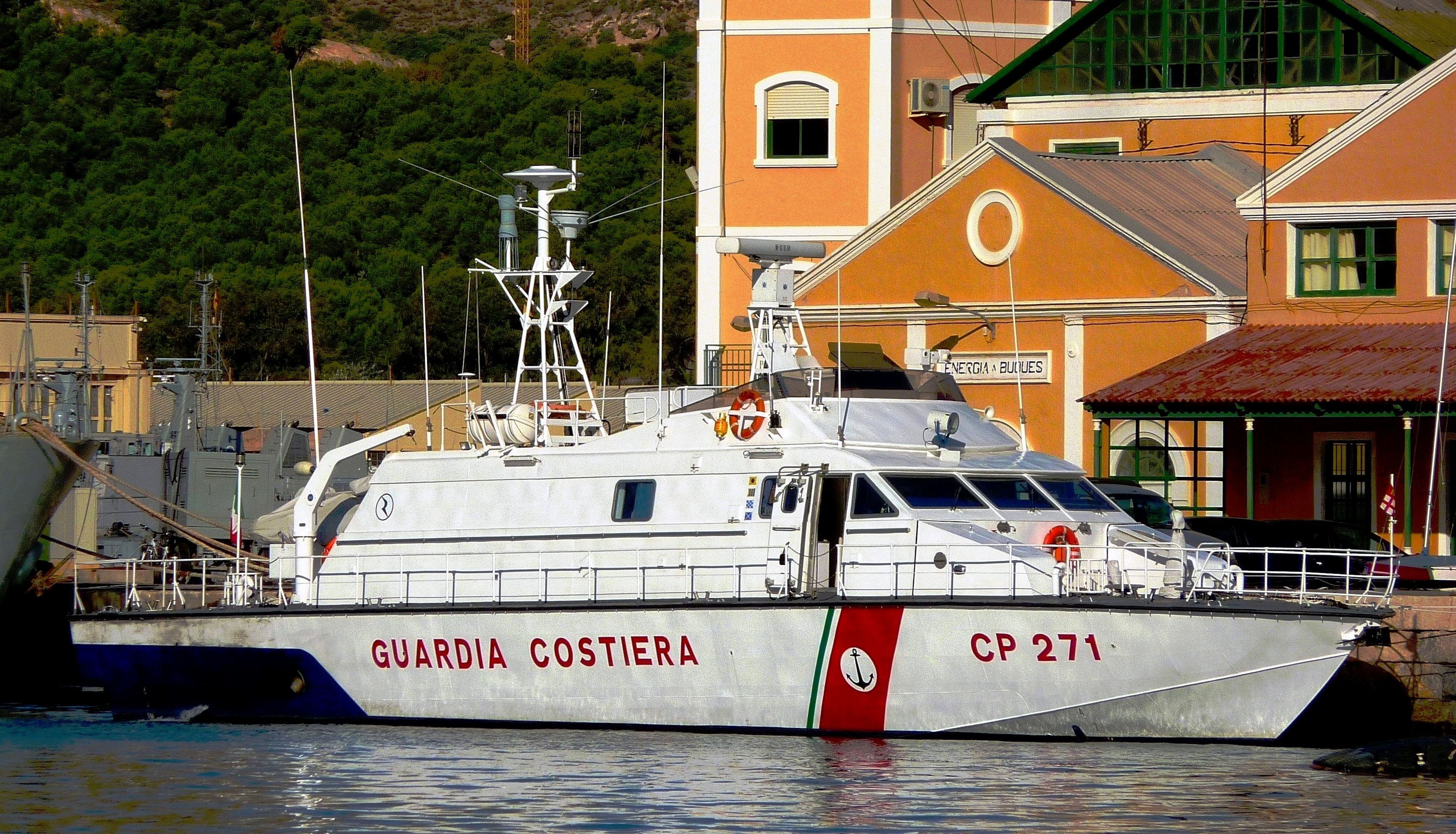
Patrullero de altura clase 200/S en Cartagena (España).